# Vertigo (jeu vidéo)
Pour les articles homonymes, voir Vertigo.
Vertigo est un jeu vidéo de réflexion développé par Icon Games et édité par Playlogic sorti sur Wii et sur Windows en 2009. Il s'agit d'un portage du jeu Realplay Puzzlesphere sorti sur PlayStation 2 en 2007, qui est également sorti sur PlayStation Portable en 2008 sous le nom de Spinout.

## Système de jeu
Vertigo est un jeu de réflexion dans lequel le joueur manœuvre une bille en inclinant la télécommande Wii ou la Wii Balance Board dans le but de se rendre à la fin de chaque parcours sans tomber dans le vide. Le mode multijoueur permet de s'affronter dans des courses ou des matchs de bowling.